# Neuwiller-lès-Saverne
Neuwiller-lès-Saverne település Franciaországban, Bas-Rhin megyében. Lakosainak száma 1099 fő (2022. január 1.). Neuwiller-lès-Saverne Bouxwiller, Dossenheim-sur-Zinsel, Eckartswiller, Ernolsheim-lès-Saverne, Eschbourg, La Petite-Pierre, Saint-Jean-Saverne és Weiterswiller községekkel határos.

## Népesség
A település népességének változása:
| Lakosok száma | 1126 | 1120 | 1140 | 1113 | 1108 | 1102 | 1107 | 1105 | 1099 |
|               | 2013 | 2015 | 2016 | 2017 | 2018 | 2019 | 2020 | 2021 | 2022 |